# 劉彥廷
劉彥廷（2000年1月7日—）為臺灣男子籃球運動員，場上位置為前鋒，現效力於P. LEAGUE+高雄鋼鐵人。

## 生平
劉彥廷就讀八德國中與大溪高中一年級時是排球校隊成員，之後因為父親工作關係搬至臺中生活，原本考慮進入豐原高商延續排球生涯，但自認已經二年級會被拒絕，因此改加入青年高中並開始接受正規籃球訓練，高二即被登錄在高中籃球聯賽12人名單當中，HBL初登場就成為先發陣容，出賽25分鐘繳出15分、9籃板、1抄截、1阻攻的成績，2018年夏天正式進入健行科技大學前夕代表中華臺北征戰U18亞青男籃賽。2022年1月劉彥廷因屢次違反隊規遭劉孟竹開除，2022年7月原先已報名超級籃球聯賽新人選秀會但最終選擇退出，加入僑光科技大學競逐最後一年大專籃球聯賽，就讀行銷與流通管理系。大學最後一年劉彥廷場均可為僑光科大挹注18.7分、11籃板、1.7阻攻。2023年7月參加P. LEAGUE+新人選秀會與T1聯盟新人選秀會但都落選。8月24日，劉彥廷出現在臺北戰神公布的本土球員名單當中。2024年7月19日，臺北戰神宣布劉彥廷合約期滿離隊。2024年7月25日P. LEAGUE+高雄17直播鋼鐵人宣布與劉彥廷簽約。

## 外部連結
- 劉彥廷在fiba.basketball（英语）
- 劉彥廷在P. LEAGUE+官網
- 劉彥廷在Eurobasket.com（球員）（英语）
- 劉彥廷在RealGM（英语）
- 劉彥廷在Flashscore（英语）